# MCしんご
MCしんご（1982年4月19日 - ）は、日本のモノマネ芸人。
シンガポールで生まれたのち、6歳で当時西ドイツだったデュッセルドルフに移り育つ。小学校卒業し日本に帰国。
千葉市内の中学校卒業後、東海大学付属浦安高等学校に入学。同校卒業後はイギリスのロンドンへ留学。2年半の留学後日本に帰国し、様々な仕事を経験しモノマネ芸人として活動。
血液型O型、身長172cm。
日本テレビ「ものまねグランプリ」をはじめとする、様々なテレビ番組に出演する傍ら、大型ファッションショー、大型イベント、ラジオ、等で活躍。藤森慎吾（オリエンタルラジオ）の声真似で司会をしている。

東京武蔵野ユナイテッドFC スタジアムDJ
富山新庄クラブ スタジアムDJ
日本ソサイチ連盟 チャンピオンシップ MC